# Evidelia González Jarquín
Evidelia González Jarquín (Granada, 20 de noviembre de 1997) es una remera nicaragüense. Compitió en los Juegos Olímpicos de Tokio de 2020 y fue así una, de los ocho deportistas que representaron a Nicaragua en estos juegos y la primera mujer nicaragüense en competir en la disciplina de remo. Fue ganadora de la medalla de oro en la competencia de remo de los Juegos Centroamericanos Managua 2017 y de bronce -en la disciplina de dos remos largos, junto con Ana Vanegas- en los Juegos Centroamericanos y del Caribe en Barranquilla (Colombia, 2018).

## Biografía
Es hija de Mayra Jarquín. Su madre aprendió a remar al quedar viuda a los 17 años, por necesidad. Mayra enseñó a sus hijos Vicente, Ana, María y Evidelia a hacerlo y posteriormente varios de ellos incursionaron en el remo profesional en concursos nacionales e internacionales.
En 2017, Evidelia González Jarquína entró a la carrera de Educación Física en la Universidad Nacional Autónoma de Nicaragua (UNAN-Managua) junto con su hermana Ana, quien también compite en remo. Ese mismo año ganó la medalla de oro en los Juegos Centroamericanos.
En 2021 participa en las Olimpiadas de Verano en Tokio, convirtiéndose así en la primera mujer nicaragüense en competir en la disciplina de remo.